# Katrin Patrzek
Katrin Patrzek (* 22. März 1964 in Oldenburg) ist eine deutsche Professorin für Wirtschaftsrecht an der Hochschule Fulda sowie Studienleiterin an der Verwaltungs- und Wirtschaftsakademie Fulda und ehemalige Kreistagsabgeordnete der SPD-Fraktion.

## Leben und Wirken
Nach ihrem Abitur an der Liebfrauenschule Oldenburg studierte Hesse von 1983 bis 1989 Rechtswissenschaften an den Universitäten in Gießen und Göttingen. Mit dem Erlangen ihres ersten (1989) und zweiten Staatsexamens (1994) engagierte sie sich als wissenschaftliche Mitarbeiterin am Institut für ausländisches und internationales Privatrecht sowie Rechtsvergleichung an der Universität Göttingen.
Währenddessen schrieb sie ihre Dissertation über die vertragsakzessorische Anknüpfung im internationalen Deliktsrecht, die sie 1991 absolvierte. Es folgten Referendiate im Bezirk des Oberlandesgerichts Oldenburg, bei der Verwaltung der Stadt Delmenhorst, der Bezirksregierung Weser-Ems, beim Landesamt zur Regelung offener Vermögensfragen in Halle (Saale) und beim Verwaltungsgericht Oldenburg.
Von 1994 bis 1998 war sie als wissenschaftliche Assistentin an der Universität Leipzig tätig.
Im Folgenden wirkte Hesse als Rechtsanwältin in wirtschaftsberatenden Rechtsanwaltskanzleien in Leipzig und Oldenburg sowie bei einer Wirtschaftsprüfungs- und Steuerberatungsgesellschaft in Oldenburg mit. Des Weiteren war sie Aufsichtsratsvorsitzende bei der Wilhelm Rechtsanwalts AG in Oldenburg und Justitiarin für Medizin- und Arbeitsrecht beim Deutschen Hochschulverband in Bonn.
Seit 2003 ist Hesse Professorin für (internationales) Wirtschaftsrecht an der Hochschule Fulda und zusätzlich seit 2005 Studienleiterin an der Verwaltungs- und Wirtschaftsakademie Fulda. Ihre Arbeitsschwerpunkte beziehen sich auf das Wirtschaftsprivatrecht, Gesellschaftsrecht, Internationale Privatrecht und die Rechtsvergleichung. Sie hat den Master of Laws (LL.M.) im Wirtschaftsrecht mit internationalen Aspekten. Zusätzlich war Hesse als Mitglied sowohl im Senat als auch im erweiterten Präsidium der Hochschule Fulda engagiert und von 2006 bis 2008 Prodekanin des Fachbereichs Wirtschaft. Ebenfalls ist sie Aufsichtsratsvorsitzende der Eurotreu AG Wirtschaftsprüfungsgesellschaft, Fulda. Zum Juni 2010 gründete sie mit Studierenden des Studiengangs Wirtschaftsingenieurwesen den VWI Hochschulgruppe Fulda e.V., eine Unterorganisation des Verbands Deutscher Wirtschaftsingenieure e.V.

## Politische Betätigung
Hesse wurde 2006 in den Kreistag ders Landkreises Fulda gewählt. Sie war Mitglied der SPD-Fraktion und wurde von dort in die Verbandsversammlung des Zweckverbandes Überlandwerke Fulda-Hünfeld-Schlüchtern (später RhönEnergie Fulda) entsandt. Ende Oktober 2008 wurde sie zur Kandidatin der SPD für den Wahlkampf zur Bundestagswahl 2009 im Bundestagswahlkreis 175 Fulda-Lauterbach-Schlüchtern nominiert und sollte für die Sozialdemokraten antreten. Hesse zog jedoch aufgrund privater bzw. rechtlicher Umstände und vor dem Hintergrund innerparteilicher Unstimmigkeiten die Bundestagskandidatur zurück und trat in der Folge ebenso aus der SPD aus. Hesse kandidierte für das Bürgermeisteramt in Petersberg/Hessen 2005, in Aalen/Baden-Württemberg 2007 und als parteilose Kandidatin in Rastede/Niedersachsen 2019.

## Schriften
- Katrin Patrzek: Die vertragsakzessorische Anknüpfung im Internationalen Privatrecht. Dissertation, 1991.
- Katrin Hesse: Verwaltung und Sicherung der Masse. INF 1999, 685.
- Katrin Hesse: Die Nachfolge von Todes wegen bei der Aktiengesellschaft. INF 2002, 273.
- Katrin Hesse: Die erbrechtliche Unternehmensnachfolge. Beck`sches Mandatshandbuch, 2002.
- Katrin Hesse: Die Europäische Aktiengesellschaft. INF 2003, 951.
- Katrin Hesse: Ist die Einwerbung von Drittmitteln strafbar? Forschung & Lehre 2003, 601.
- Katrin Hesse, Sonja Huster: Duden. Wirtschaft – Recht. Sekundarstufe II Lehrbuch. Duden Paetec, 2008, ISBN 978-3-8355-6500-5.
- Katrin Hesse-Schmitz: Einführung in das Internationale Wirtschaftsrecht. Niederle Media, 2011, ISBN 978-3-86724-155-7.
- Katrin Hesse-Schmitz: Res in transitu – Sachen im grenzüberschreitenden Transport, Internationalprivatrechtliche Aspekte in der Logistik. (= Schriftenreihe zum Transportrecht. Band 36). LIT Verlag, 2012, ISBN 978-3-643-11958-2.
- Katrin Hesse-Schmitz: Versicherungsrecht in der Wirtschaftspraxis: Die Haftung von Minderjährigen nach § 828 Abs. 2 BGB. In: Recht im Dialog: Gedächtnisschrift für Rainer Wörlen. 2013, ISBN 978-3-8487-0425-5.
- Katrin Hesse: Einführung in das (internationale) Logistikrecht. 2018, ISBN 978-3-643-13963-4.
- Katrin Hesse: Mehrings/Hesse/Herzog/Kurtz, Bürgerliches Recht für Studium und Praxis, Grundzüge des Wirtschaftsprivatrechts. Vahlen, 2019, ISBN 978-3-8006-5950-0, ISBN 978-3-8006-5951-7 (E-Book)